# Městské opevnění (Tachov)
Městské opevnění, které obklopuje historické jádro okresního města Tachova v Plzeňském kraji, je díky své zachovalosti výjimečnou ukázkou městského opevnění nejen na území západních Čech, ale i v širším kontextu Horní Falce a Bavorska v Německu. Některé zdroje  dokonce označují gotické tachovské opevnění za nejucelenější městský hradební systém v celé České republice. Pochází nejspíš z konce 13. století, bylo tedy vybudováno brzy poté, co král Přemysl Otakar II. Tachov založil. Dochovaná podoba zdí pochází z období vlády Lucemburků na českém trůně.
Ani hradby nedokázaly zabránit dobytí a vyplenění Tachova husity roku 1427. V 19. století byly pro usnadnění rozvoje města strženy všechny tři původní městské brány, zbořeny části zdí i některé z obranných věží a zasypány příkopy. Od 70. let 20. století jsou tachovské hradby chráněny a udržovány jako významná památka. Každý rok vždy o druhém srpnovém víkendu se tu konají různé kulturní akce a vystoupení. 
Hradby mají nepravidelný kruhový půdorys, zdi z lomového kamene jsou 1,4 až 1,5 metru silné a osm až deset metrů vysoké. Zpevňovalo je 26 hranolových věží, vysokých jedenáct až čtrnáct metrů, z nichž se dochovalo 21. Městské opevnění Tachova je zapsané v Ústředním seznamu nemovitých kulturních památek České republiky a je součástí městské památkové zóny Tachov, vyhlášené 10. září 1992.

## Historie

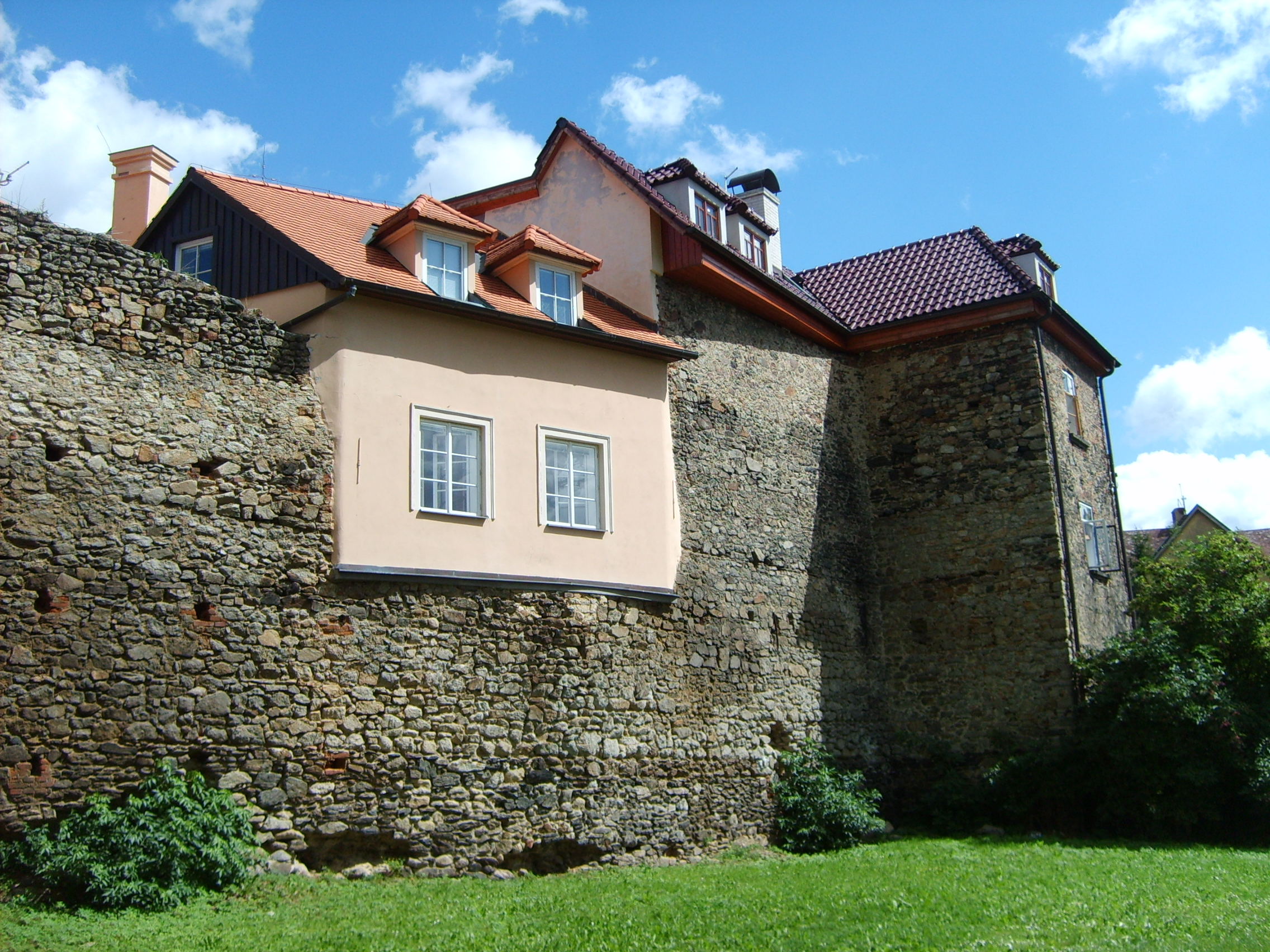
Jižní úsek hradeb

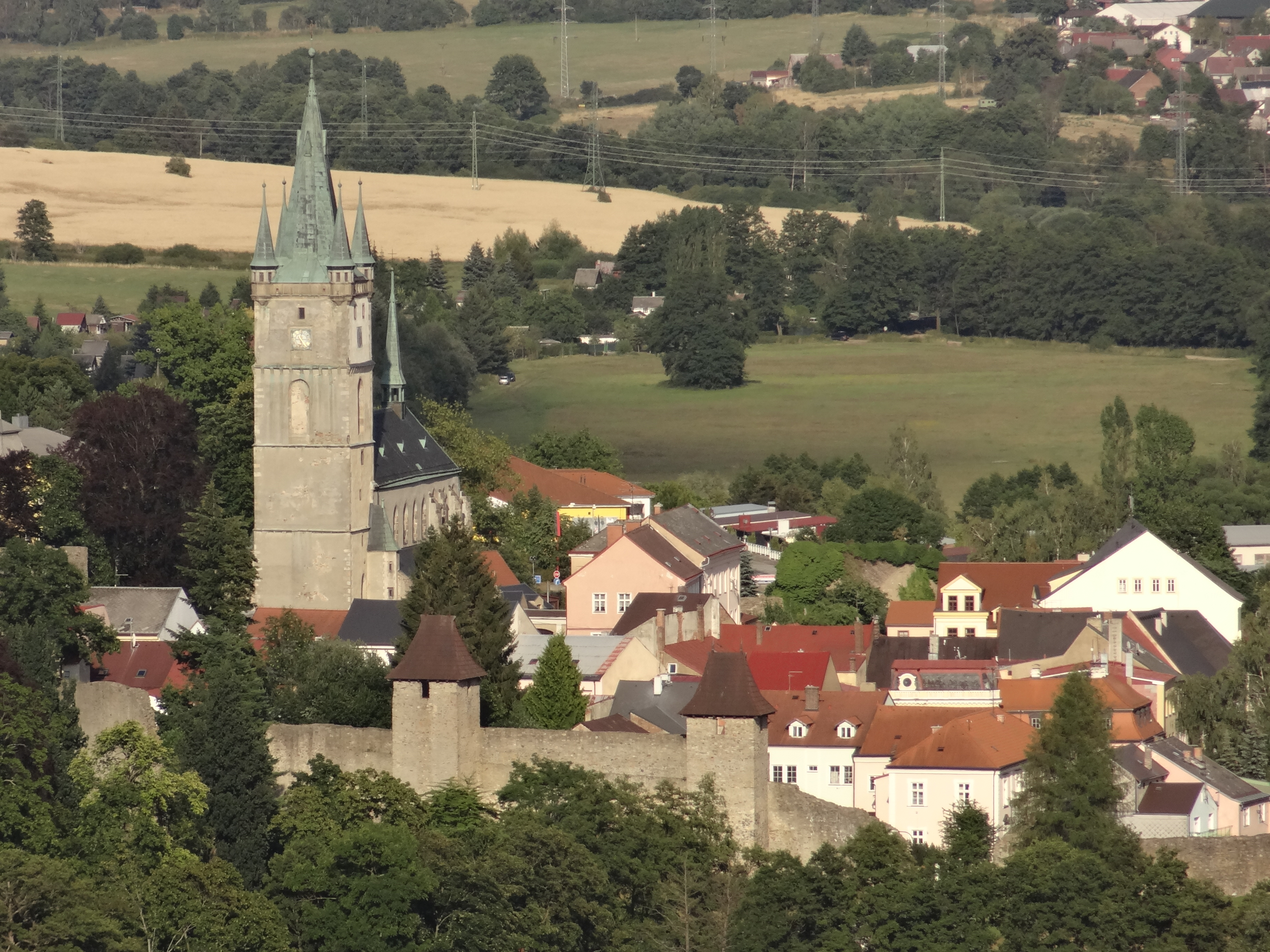
Pohled na střed města s kostelem Nanebevzetí panny Marie a hradbami od západu z rozhledny na Vysoké

Tachov patří k nejstarším sídlům v západních Čechách. První písemná zmínka o Tachovu pochází z roku 1126, kdy český kníže Soběslav I. rozhodl o přestavbě některých pohraničních pevností, mezi jinými i Přimdy a Tachova. O pět let později v dokumentu z roku 1131 je pak již konkrétně zmíněna ves jménem Tachov, nacházející se v blízkosti hradu.
V druhé polovině 13. století král Přemysl Otakar II. nechal v Tachově vystavět nový kamenný hrad s válcovou věží. O královském městě Tachově, založeném Přemyslem Otakarem II. a obehnaném hradbami, je první písemná zmínka z roku 1285. (V Památkovém katalogu NPÚ se jako doba vzniku tachovského městského opevnění uvádí „kolem roku 1300“.) Tachov s ohrazenou plochou o rozloze 5,7 hektarů patřil k nejmenším královským městům.
Královské město Tachov bylo od svého vzniku často zastavováno různým šlechtickým rodům a čeští panovníci jej museli několikrát vykoupit. Stalo se tak v roce 1323 za Jana Lucemburského a pak i z rozhodnutí jeho syna Karla IV. Za vlády Lucemburků bylo město dále zvelebováno a dochovaná podoba městského opevnění pochází právě z tohoto období.
V průběhu staletí město Tachov vícekrát utrpělo značné škody v důsledku válečných událostí i velkých požárů. V 15. století se stal Tachov a jeho okolí několikrát dějištěm střetů mezi husity a křižáckými vojsky. V srpnu 1427 husitské vojsko po vítězství nad křižáky pod vedením Prokopa Holého Tachov oblehlo. Po silném ostřelování husité 11. srpna 1427 prorazili hradby, město dobyli a všechny tachovské muže povraždili. Tuto událost dodnes připomínají názvy některých ulic  (Husitská, Krvavá) kolem kostela Nanebevzetí Panny Marie poblíž severního úseku hradeb, kde až do roku 1871 stávala tzv. Horní brána.
O dvě stě let později, po potlačení stavovského povstání, Tachov, předtím v roce 1616 značné poškozený zhoubným požárem, přišel o své dřívější výsady. Pro svůj příklon k protihabsburskému povstání se stal za trest poddanským městem a probíhala zde násilná rekatolizace. Během třicetileté války, konkrétně v letech 1641, 1642, 1647 a 1648, bylo město několikrát vypáleno a zdevastováno švédskými vojsky.
V průběhu 17. až 19. století se majitelé panství, Losyové a Windischgrätzové, věnovali jeho dalšímu rozšiřování a zvelebování, mj. též nechali přebudovat tachovský hrad na pohodlnější zámek zprvu v barokním, později v klasicistním stylu.
V 19. století byly zbourány všechny tři původní městské brány, aby nepřekážely dalšímu rozvoji města. Jako první padla tzv. Zámecká (též Říšská) brána v jižní části hradeb nedaleko zámku, která byla zbořena možná již na konci 18. století. V roce 1864 či 1865 byla stržena Dolní neboli Špitálská či Nízká brána v jihovýchodním oblouku hradeb (ulice Boženy Němcové). Po ní v roce 1871 následovala severní Horní brána, zvaná též Horská (ulice Husitská). Předtím ale byla v roce 1822 v západním úseku hradeb proražena Nová brána (směrem do ulice Prokopa Velikého na cestě do Světců). V roce 1838 pak ještě vznikla v severovýchodní části hradeb v Hradební ulici tzv. Psí branka, kterou bylo možno projít ke hřbitovu při kostele sv. Václava. Během 19. století byly zbořeny také některé části hradeb a několik věží a byly zasypány hradební příkopy.
Od 70. let 20. století jsou tachovské hradby jako významná kulturní památka postupně opravovány a konzervovány. Během historických městských slavností, které se konají každý rok vždy o druhém srpnovém víkendu, se stávají dějištěm různých kulturních a šermířských vystoupení. V té době bývá také zpřístupněna hradební věž.

## Popis
Tachovské hradby obklopují historické městské jádro ze všech čtyř světových stran a spolu s vnějším okruhem před hradbami, kde v minulosti byly vodní příkopy a valy, tak vytyčují území městské památkové zóny. Hradby mají nepravidelný kruhový půdorys, zdi z lomového kamene jsou 1,4 až 1,5 metru silné a osm až deset metrů vysoké. Dřevěných konstrukcí zde bylo minimum, na hradbách nebyly ani dřevěné ochozy, známé z jiných obranných staveb, což mělo přispívat k větší bezpečnosti města v případě útoku. 
Opevnění mělo na relativně malé ploše původně celkem 26 hranolových věží, vysokých jedenáct až čtrnáct metrů,  z nichž se do 21. století dochovalo 21. Věže, z nichž každá byla samostatným obranným prvkem, byly propojeny jen úzkou uličkou podél vnitřního obvodu hradeb. Věže byly směrem do města otevřené, jejich horní patra tvořily zídky s otvory pro střílny. Hradby s baštami byly obklopeny vnějším hlubokým příkopem, širokým 43–45 metrů. Od západu protékala příkopem voda z mlýnského náhonu a na jihu městské opevnění obtékala řeka Mže.
Součástí celého systému bývala ještě předsunutá opevnění, která se však nedochovala. Poblíž Zámecké brány bývalo předsunuté opevnění, zvané Hohe Wacht, od nějž byl odvozen název ulice Hohewachtgasse (nynější ulice Volyňská, navazující na ulici Pivovarskou). Další předsunuté opevnění stávalo na sever od města poblíž někdejšího hospodářského dvora Polserhof (v místech dnešní Stadtrodské ulice).